# Amandine Henry
Amandine Henry (Lilla, 28 de setembre de 1989) és una centrecampista de futbol internacional amb França, amb la qual ha jugat les Eurocopes 2009 i 2013 i els Mundials 2015 i 2019. A nivell de clubs ha guanyat 3 Lligues de Campions, 9 Lligues i 6 Copes de França amb l'Olympique de Lió. Al 2015 va guanyar el baló de plata al Mundial i va ser nomenada segona millor jugadora a Europa per la UEFA.

## Trajectòria
- FCF Hénin-Beaumont (04/05)
- CNFE Clairefontaine (05/06 - 06/07)
- Olympique Lyonnais (07/08 - 15/16)
- Portland Thorns (2016 - act.)